# استفان کلینگ
استفان کلینگ (انگلیسی: Stephan Kling؛ زادهٔ ۲۲ مارس ۱۹۸۱) بازیکن فوتبال اهل آلمان است.
از باشگاه‌هایی که در آن بازی کرده‌است می‌توان به باشگاه فوتبال بایرن مونیخ ۲، باشگاه فوتبال بایرن مونیخ، باشگاه فوتبال هامبورگ، باشگاه فوتبال رایندورف آلتاخ، و باشگاه فوتبال زاربروکن اشاره کرد.
وی همچنین در تیم‌های ملی فوتبال جوانان آلمان، زیر ۲۰ سال آلمان، زیر ۲۱ سال آلمان، و Germany national football B team بازی کرده‌است.